# 그라차크

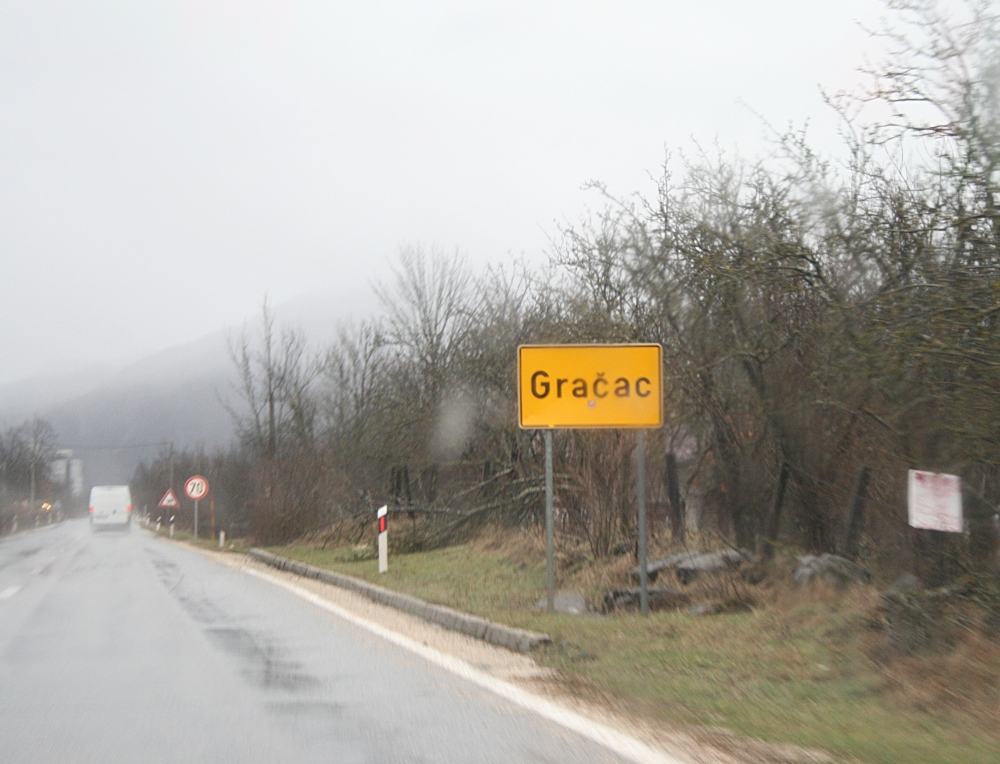

그라차크(크로아티아어: Gračac)는 크로아티아 리카 남부 자다르주에 있는 도시이다. 그라차크는 크닌의 동북쪽, 고스피치의 남서쪽에 위치해있다. 면적은 957.22km2, 인구는 4,690명(2011년 기준)이다.

## 관광
그라치크라는 이름은 버려진 오래된 성을 의미하는 'gradina'에서 파생되었다. 마을 근처에는 카르스트 지형이 펼쳐진 평야가 있다.